# Кенні Стаматопулос
Кіріякос (Кенні) Стаматопулос (англ. Kenny Stamatopoulos, грец. Κυριάκος Σταματόπουλος, нар. 28 серпня 1979, Каламата) — канадський футболіст грецького походження, воротар клубу АІК.

## Клубна кар'єра
Народився 28 серпня 1979 року в грецькому місті Каламата. Коли Стаматопулосу було шість місяців, батьки разом з ним переїхали до Канади, де він і розпочав вчитися футболу в клубі «Скарборо Аззуррі».
У 17 років сім'я повернулась в Грецію і Стаматопулос вступив до молодіжної команди «Каламати».
У дорослому футболі дебютував 1999 року виступами за «Каламату», в якій провів три сезони, взявши участь лише у 13 матчах чемпіонату.
Не отримуючи достатньої ігрової практики, Стаматопулос перебрався у Швецію, де виступав за «Енчепінг» та «Буден», а на початку 2006 року перейшов у норвезький «Тромсе».
Але і тут у футболіста гра не пішла, тому більшість часу він грав на правах оренди. Спочатку за канадський «Торонто» в МЛС, потім за норвезькі «Люн» та «Фредрікстад», а у сезоні 2010 року в шведському АІКу.
Після завершення оренди, на початку 2011 року АІК повністю викупив контракт гравця. Наразі встиг відіграти за команду з Стокгольма 16 матчів в національному чемпіонаті.

## Виступи за збірні
2001 року залучався до складу молодіжної збірної Канади. На молодіжному рівні зіграв у 3 офіційних матчах.
Того ж року дебютував в офіційних матчах у складі національної збірної Канади.
У складі збірної був учасником розіграшу Золотого кубка КОНКАКАФ 2002 року у США, на якому команда здобула бронзові нагороди, та розіграшу Золотого кубка КОНКАКАФ 2009 року, що також проходив у США.
Наразі провів у формі головної команди країни 8 матчів.

## Титули і досягнення
- Бронзовий призер Золотого кубка КОНКАКАФ: 2002